# فرانسیس بوفورت
دریابان سر فرانسیس بوفوت (انگلیسی: Francis Beaufort; ۲۷ مهٔ ۱۷۷۴ – ۱۷ دسامبر ۱۸۵۷) آب‌نگار، سیاح و فیزیک‌دان ایرلندی و افسر نیروی دریایی پادشاهی بریتانیا بود. مقیاس بوفورت که جهت اندازه‌گیری قدرت باد به‌کار می‌رود از ابداعات اوست.
محل‌های جغرافیایی زیر به نام اوست:
- دریای بوفورت
- جزیره بوفورت در سرزمین جنوبی
- خلیج بوفورت در اقیانوس اطلس شمالی